# Valérie Blass
Pour les articles homonymes, voir Blass.

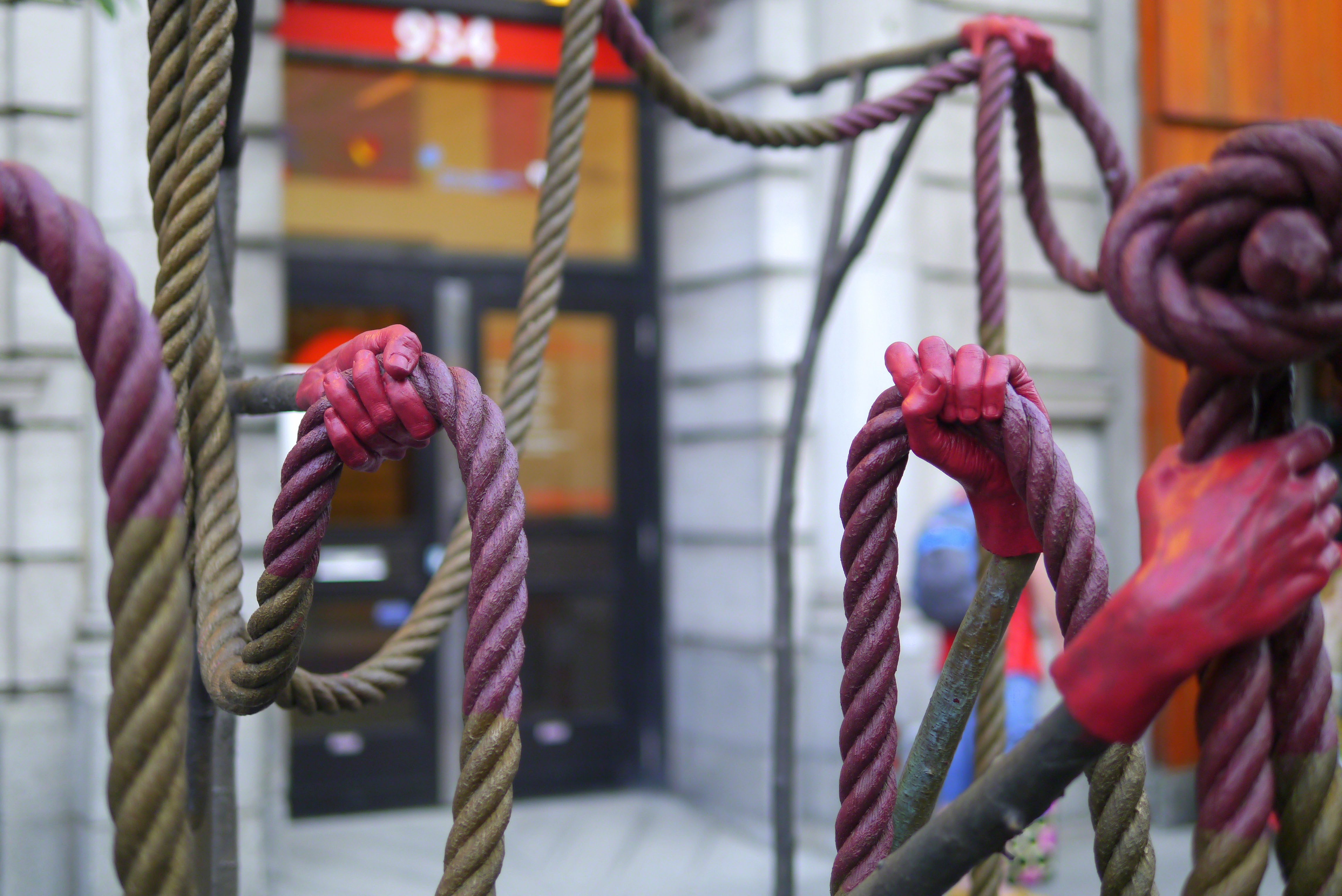
Valérie Blass, 2014, Aires Libres, rue Sainte-Catherine, Montréal

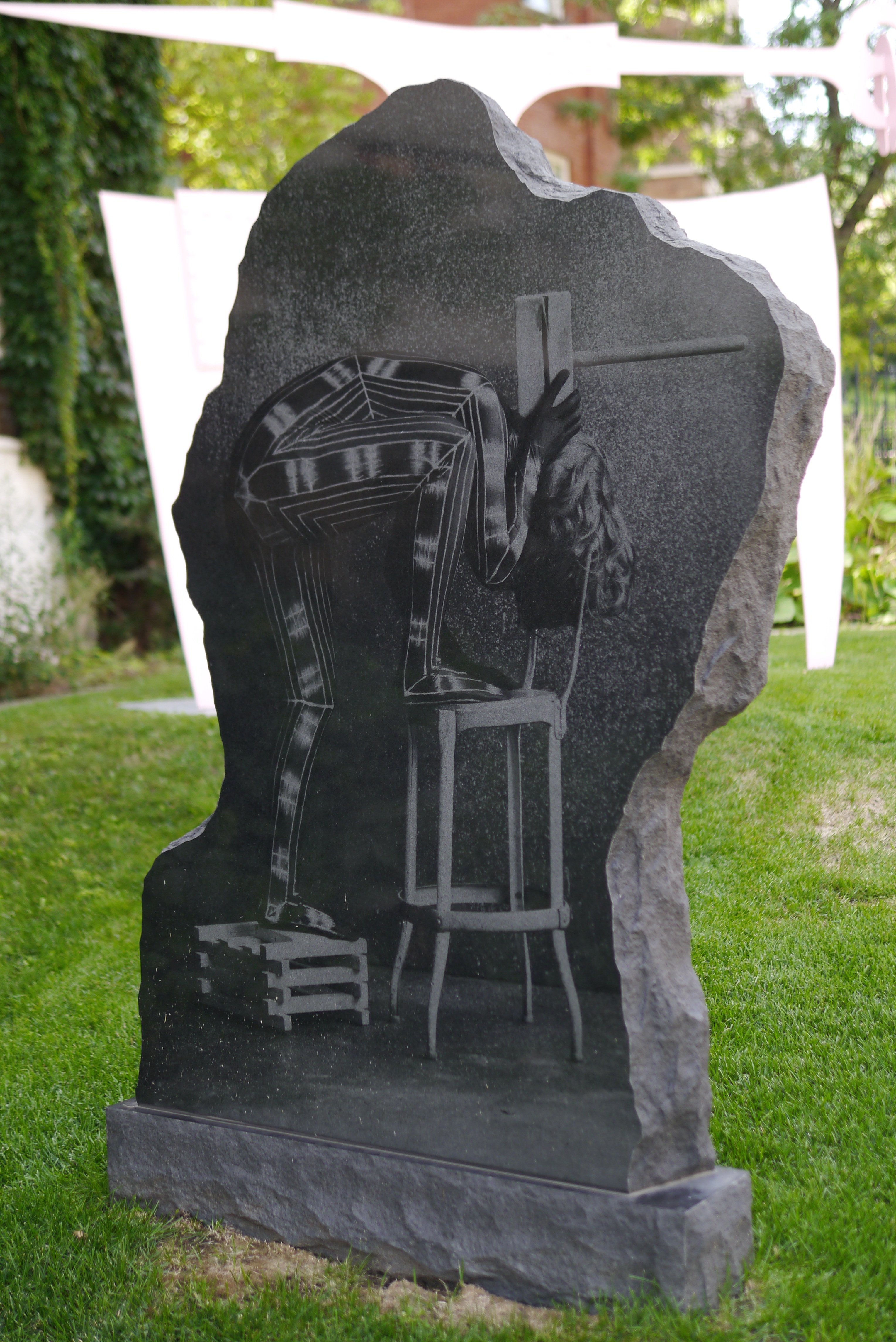
Sculpture bidon de Valérie Blass, Jardin de sculptures du Musée des beaux-arts de Montréal

Valérie Blass est une sculptrice canadienne née en 1967 à Montréal.
Son travail a été présenté au Canada et à l'international, incluant des expositions solo à Montréal, Québec, Toronto et Calgary.
Elle a également exposé à New York et Istanbul.
Ses œuvres font partie de nombreuses collections publiques et privées, dont le Musée national des beaux-arts du Canada, le Musée des beaux-arts de Montréal, le Musée d’art contemporain de Montréal, le Musée national des beaux-arts du Québec, la Ville de Montréal, la Banque Royale du Canada, la Banque Nationale et la Caisse de dépôt et placement du Québec.
Elle a obtenu une maîtrise en arts visuels et médiatiques de l’Université du Québec à Montréal en 2006.
Elle est représentée par la galerie Catriona Jeffries, située à Vancouver.

## Démarche artistique
Le travail de Valérie Blass a été décrit comme appartenant à "la tradition classique de la sculpture figurative", explorant "des territoires entre formes animales, humaines et inanimées, créant d’étranges objets hybrides".
Ses sculptures sont souvent composées à partir d'objets trouvés ordinaires, réassemblés et transformés.
Elle travaille avec des matériaux divers, tels que le polystyrène, la pierre, la résine, le cuivre, le plâtre, à partir de techniques variées : moulage, fonte, taille, modelage, impression au laser. 
Ses sculptures ont également été décrites comme "furieusement drôles et détonantes".

## Prix
- 2017 : Prix Gershon Iskowitz, Art Gallery of Ontario[7]
- 2016 : Prix Ozias-Leduc, Fondation Émile-Nelligan[8]
- 2012 : Prix Victor-Martyn-Lynch-Staunton du Conseil des arts du Canada et prix de la meilleure exposition muséale, au Gala des arts visuels
- 2011:  Prix de la meilleure exposition-galerie privée, au Gala des arts visuels
- 2010 : Prix Louis-Comtois de la Ville de Montréal et de l'AGAC[9]
- 1995 : Prix du département des arts de l'UQAM et prix Hubert-Rousseau[6]

## Principales expositions
- 2019, solo, Le parlement des invisibles, Musée des beaux-arts de l'Ontario, Toronto, Canada[10]
- 2014, solo, Théâtre d'objets, Parisian Laundry, Montréal, Canada
- 2013, solo, Parisian Laundry Projects, galerie The Hole, New York, États-Unis
- 2013, exposition collective, Traces of Life, galerie Wentrup, Berlin, Allemagne
- 2013, solo, Alberta College of Art + Design, Calgary, Canada
- 2013, exposition collective, Configurations, Metrotech Center, Brooklyn, dans le cadre du Public Art Fund de New York, États-Unis
- 2013, solo, Galerie Manâ, Istanbul, Turquie
- 2012, exposition collective, Oh, Canada – Contemporary Art from North North America, MASS MoCA, North Adams, États-Unis
- 2012, Valérie Blass, exposition solo au Musée d'art contemporain, Montréal, Canada[11]
- 2009, exposition collective, Museum of Contemporary Canadian Art, Toronto
- 2008, exposition collective, Triennale québécoise tenue au Musée d’art contemporain de Montréal, Canada

Elle a également exposé au Power Plant et à la Blackwood Gallery à Toronto, ainsi qu'à DARE-DARE et au centre d'art et de diffusion Clark à Montréal.

## Œuvres
- 2010, Femme panier, Collection du Musée d'art contemporain de Montréal[13]
- 2011, Cargo-Culte, Collection du Musée d'art contemporain de Montréal[14]